# Notholepiota
Notholepiota — рід грибів родини Agaricaceae. Назва вперше опублікована 1971 року.

## Класифікація
Раніше вважалось що до цього роду відносяться два види, але один вид Notholepiota areolata був присвоєний до роду Болетових.
Тож до роду Notholepiota відносять 1 вид:
- Notholepiota sardoa